# Satyrium bicorne
Satyrium bicorne är en orkidéart som först beskrevs av Carl von Linné, och fick sitt nu gällande namn av Carl Peter Thunberg. Satyrium bicorne ingår i släktet Satyrium och familjen orkidéer. Inga underarter finns listade i Catalogue of Life.